# Laboratoire d'études en géophysique et océanographie spatiales
Pour les articles homonymes, voir Lego (homonymie).
Le laboratoire d'études en géophysique et océanographie spatiales (LEGOS) est un laboratoire de recherche français en océanographie par télédétection spatiale, situé au sud de Toulouse quartier de Rangueil. 

## Histoire
Le laboratoire d'études en géophysique et océanographie spatiales est l'un des sept de l'Observatoire Midi-Pyrénées (OMP). C'est une unité mixte de recherche (no 5566) sous tutelle du Centre national d'études spatiales (CNES), du Centre national de la recherche scientifique (CNRS), de l'Institut de recherche pour le développement (IRD) et de l'Université Paul-Sabatier (UPS).

## Thèmes de recherche
Les thèmes de recherche sont les suivants (fin 2011) :
- Géophysique, Océanographie et Hydrologie Spatiales : utilisation des observations spatiales   pour l’étude  du système Terre.
- Dynamique Physique/Biogéochimie Marine : étude du comportement des populations de  planctons marins face aux changements saisonniers et long terme dans le contexte des changements climatiques.
- Géochimie Marine : quantification des processus qui conditionnent les transferts de  matière dans l'océan : rôle des marges continentales, des flux  biogéniques et du transport océanique)
- Cryosphère Satellitaire : utilisation de l’observation satellitaire pour l’étude de  la dynamique des glaces continentales et de leurs interactions avec  l’atmosphère et l'océan
- Échanges Côte-Large : océanographie côtière, dynamique des circulations océaniques, échange océan atmosphère...
- Océan du Large et variabilité climatique
- Modélisation numérique de l'océan pour l'analyse et la prévision